# Q (テレビ番組制作)
株式会社Qは、テレビ番組の制作を行う制作プロダクション。バラエティ番組、ドラマを中心に展開する。2012年9月設立。

## 所属スタッフ
主要スタッフのみ。

### 演出・プロデューサー
- 西古屋竜太

### プロデューサー
- 李炳錫
- 小亀聡史

### アシスタントプロデューサー
- 青木愛笑
- 川口紗羽
- 加賀美柚帆

### ディレクター
- 太田大介
- 吉川翔
- 堂田啓祐
- 前田悠作

### アシスタントディレクター
- 海野大河
- 太治裕真
- 新井一成
- 熊岡達伸
- 﨑田優希
- 田邉沙貴
- 廣澤エリナ
- 三阪智穂
- 山科宇宙

### デスク
- 川口芙茶子

## 主な制作作品

### テレビ番組
（凡例）太字：現在放映中また継続中（特番の場合）の番組・これから放映される番組、※スタッフ協力担当番組。
レギュラー番組
- ありえへん∞世界（テレビ東京、2008年4月16日 -）
- くだまき八兵衛（テレビ東京、2010年4月15日  - 2012年9月27日）※
- 世界ナゼそこに?日本人 〜知られざる波瀾万丈伝〜（テレビ東京、2012年10月26日 -）
- 解禁!暴露ナイト（テレビ東京、2012年10月11日 - 2014年3月27日）※
- 〜裏ネタワイド〜 DEEPナイト（テレビ東京、2014年4月17日 - 9月25日）※
- ヨソで言わんとい亭〜ココだけの話が聞ける（秘）料亭〜（テレビ東京、2014年10月2日 - 7月1日）※
- 沸騰ワード10（日本テレビ、2015年10月30日 -）※
- コレ考えた人、天才じゃね!? 〜今すぐ役立つ生活の知恵、集めました〜（テレビ東京、2015年10月23日 - 2016年3月11日）※
- 〜突撃!はじめましてバラエティ〜イチゲンさん（テレビ東京、2015年10月18日 - 2016年4月24日）※
- じっくり聞いタロウ〜スター近況（秘）報告〜（テレビ東京、2016年7月8日 -）
- テレ東音楽祭（テレビ東京、2017年6月28日 -）
- ヒャッキン!〜世界で100円グッズを使ってみると?〜（テレビ東京、2017年10月24日 - 2019年3月12日）
- 突撃!しあわせ買取隊（テレビ東京、2018年10月11日 - 2019年2月7日）※
- 一茂&良純の自由すぎるTV（テレビ東京、2019年5月8日 - 2019年9月4日）
- 吉本坂46が売れるまでの全記録（テレビ東京、2019年10月 - 2020年9月30日）
- 所JAPAN（関西テレビ、2020年1月 - 2021年3月）
- ナゼそこ?（テレビ東京、2020年4月 -）※
- クイズ!THE違和感（TBS、2020年4月 - 2020年12月）
- 有吉の世界同時中継 〜今そっちどうなってますか?〜（テレビ東京、2021年10月7日 -）
- 東京パソコンクラブ 〜プログラミング女子のゼロからゲーム作り〜（テレビ東京、2022年4月16日 -）
- あのちゃんの電電電波♪（テレビ東京、2023年4月20日 -）
- 世界の果てに、ひろゆき置いてきた（ABEMA、2024年5月18日 -）※
- 秘密のママ園（ABEMA、2025年3月30日 -）

スペシャル番組
- 世界の秘境で大発見!日本食堂（テレビ東京、2011年4月1日 -2017年1月1日）※
- 吉木りさに怒られたい（テレビ東京、2014年8月2日 -）※
- 新婚さんに「結婚を決めた一言」聞いてみた（テレビ東京、2014年6月23日）
- 最高の手順（テレビ東京、2014年8月10日）
- 人気急上昇ウォッチ～今ご当地でコレが人気ＳＰ～（テレビ東京、2014年8月15日）※
- ネットで調べてもほとんど出てこない裏ニュース（テレビ東京、2014年12月29日）
- ローカル線で始発から終電まで！ご一緒してもいいですか旅（テレビ東京、2015年8月9日）
- 池上彰のご当地ウラ事情～今、地方を知れば日本がわかる！～（テレビ東京、2016年5月15日 -）※
- 時代変われば！～昔のニッポンは衝撃の習慣だらけ～（テレビ東京、2015年11月4日）
- お見合いＴＨＥワールド～ニッポン大好き外国人とヤマトナデシコ～（テレビ東京、2016年6月5日）
- これ、もう時効だよね？～今だから聞いちゃいますけど…（テレビ東京、2016年6月6日）
- 野生のブサメンと、ジワる深夜の女子高生（テレビ東京、2016年11月14日）
- 世界193カ国を完全制覇！全世界の衝撃映像SP（テレビ東京、2016年11月24日）
- なんで、こんな人生に？～笑いと涙の家族劇場～（テレビ東京、2016年12月5日）
- 家族のチカラ 逆境乗り越え…頑張る家族ＳＰ（テレビ東京、2017年2月12日）
- こだわりトリップ～海外のオプショナルツアーって、やっぱいいんですか？～（テレビ東京、2017年5月7日）
- ジモト動画アワード （TBS、2017年5月10日）
- 猛烈リサーチ！仰天マル珍ランキング（テレビ東京、2017年6月6日 -）
- グレートコネクション（日本テレビ、2017年8月7日 -）※
- ウソでしょ！？ヒストリー 「今」から「昔」がわかる偉人伝（テレビ東京、2017年12月13日）※
- テレ東がコント作っちゃいました～ふ～ん、それがどうした！（テレビ東京、2017年12月28日）
- 360度カメラを気になる所に置いてみた（テレビ大阪、2018年3月17日）※
- 朝までに…寝ている間にサプライズ大作戦！（テレビ東京、2018年3月26日-4月2日）
- 街録アンケートクイズ 今の日本こうなんだ（TBS、2018年8月4日）※
- 無理矢理、マツコ。「マツコがマネーをあげたいクイズ」（テレビ東京、2018年5月22日）
- 無理矢理、マツコ。「レンタルマツコ！」（テレビ東京、2018年5月26日）※
- 無理矢理、マツコ。「大反省会」（テレビ東京、2018年6月10日）
- 朝までに…寝ている間にサプライズ大作戦！（テレビ東京、2018年8月25日）
- 街録アンケートクイズ 今の日本こうなんだ（TBS、2018年8月4日）※
- 覆面恋愛～見知らぬ男女が、顔だけ隠して恋愛してみたら？～（テレビ東京、2018年9月3日-9月10日）※
- 池上彰VSニッポンの社長100人大集結！SP（テレビ東京、2018年11月15日）
- マツコ＆亨のビューティー言いたい放題（テレビ東京、2018年12月29日）
- お茶の間の真実〜もしかして私だけ!?〜（テレビ東京、2019年1月30日）
- 街録アンケートショー 今の日本こうなんだ！（TBS、2019年2月23日）※
- 隣のトラブルモンスター（テレビ東京、2019年3月5日）
- 突然サプライズ！（テレビ東京、2019年3月18日）
- はじめて東京行ってみたら？（テレビ東京、2019年3月30日）
- 世界を驚かせろ！ニッポン企業のドッキリ大作戦（テレビ東京、2019年5月3日）
- IKKOの奇跡の瞬間大連発！まぼろし～衝撃映像祭り（テレビ東京、2019年10月10日）
- クイズ！THE違和感（TBS、2019年11月24日）
- IKKOの奇跡の瞬間大連発！まぼろし～衝撃映像祭り（テレビ東京、2020年2月 -）
- 視聴者様に飼われたい！（テレビ東京、2020年8月3日-10日）
- 霜降り明星も仰天！帰省しなくても食べられる東京ご当地グルメ大連発ＳＰ！（テレビ東京、2020年8月9日）
- 有吉の世界同時中継 〜今そっちどうなってますか?〜（テレビ東京、2020年8月13日）
- リモスタ！（BSフジ、2020年9月5日-9月19日）
- 有吉の世界同時中継 〜今そっちどうなってますか?〜（テレビ東京、2020年11月19日）
- クイズ！ハッタリくん（テレビ東京、2020年12月28日）
- ザキヤマの部屋に在庫がやってくるゥ！（テレビ東京、2021年1月4日-11日）
- 有吉の世界同時中継 〜今そっちどうなってますか?〜（テレビ東京、2021年2月11日）
- 視聴者様に飼われたい！２（テレビ東京、2021年3月17日）
- カップルちゃんは侮れない！（関西テレビ、2021年5月14日）
- 有吉の世界同時中継 〜今そっちどうなってますか?〜（テレビ東京、2021年6月17日）
- 大学お笑いMONSTERS（テレビ東京、2021年9月2日-9日）
- 超絶スキルこう使ってみた！（関西テレビ、2021年10月22日）
- Aマッソのがんばれ奥様ッソ！（テレビ東京、2021年12月27 - 30日）
- 今年最後に…アナタに逢えた！（テレビ東京、2021年12月30日）
- 島崎和歌子の悩みにカンパイ（テレビ東京、2022年4月27日）
- 相葉雅紀の人生クイズ〜クイズ監修バカリズム〜（テレビ東京、2022年5月29日 -）
- ガタンゴトン駅弁　ローカル線食材探し旅（BSテレ東、2022年8月2日）
- 日村・小杉・飯塚のようこそ！再会の夜に。（テレビ東京、2022年8月6日）
- 10秒グルメ（テレビ東京、2022年9月3日）
- 気になるつぶやき真相直撃！ コレって、どういうこと？（フジテレビ、2022年10月16日）
- 相葉雅紀の人生クイズ〜クイズ監修バカリズム〜（テレビ東京、2022年11月3日 -）
- 10秒グルメ（テレビ東京、2022年11月16日）
- このテープ持ってないですか?（BSテレ東、2022年12月27日 - 29日）
- ようこそ！再会の夜に。2022今年最後に会いたい人誰ですか？SP（テレビ東京、2022年12月30日 -）
- この卒業文集、誰が書いたの！？（テレビ東京、2023年3月13日）
- これ、誰が書いたの？（テレビ東京、2023年4月24日）
- 相葉雅紀の人生クイズ〜クイズ監修バカリズム〜（テレビ東京、2023年4月26日 -）
- SIX HACK（テレビ東京、2023年5月18日 - ）
- キミの地元で恋したい！高校生・地元交換デート（テレビ東京、2023年6月19日 - 26日）
- 怪しい会社 行ってみた。（テレビ東京、2023年7月3日 - 10日）
- 有吉ミュージックフェス（テレビ東京、2023年7月6日）
- 旅の思い出なんだっけ？（テレビ東京、2023年11月2日）
- 有吉ミュージックフェス（テレビ東京、2023年11月23日）
- 本当に行ってよかった温泉地ランキング ベスト100 （テレビ東京、2024年2月4日）
- ライコマ７（テレビ東京、2024年5月27日）
- 本当に行ってよかった観光地ランキング ベスト100 （テレビ東京、2024年7月7日）
- マッハ雑学！爆速で分かる！ビックリ雑学2024（テレビ東京、2024年12月28日）
- 凍った悩みを60秒で瞬間回答！チーンと超速ベストアンサー（フジテレビ、2025年1月3日）
- 有吉ミュージックフェス（テレビ東京、2025年3月20日）
- 奇跡の瞬間大連発！IKKO衝撃映像＆衝撃事件祭り！（テレビ東京、2025年6月3日）
- ○○界隈！のぞき見＆分析！日本全国 ご当地グルメ界隈SP（テレビ東京、2025年7月13日）

ドラマ
- LOVE理論（テレビ東京、2013年12月26日）
- ワーキングデッド ～働くゾンビたち～（BSジャパン、2014年9月 -12月）
- LOVE理論（テレビ東京、2015年4月13日 - 6月29日）
- 激辛ドM男子（テレビ東京、2015年11月13日）
- 彼女が恋した職人さん～マリーは匠に首ったけ～（テレビ東京、2016年1月6日）
- 空腹アンソロジー（テレビ東京、2016年3月3日）
- ウソかホントかわからない やりすぎ都市伝説 THEドラマ（テレビ東京、2021年4月-）
- 家電侍（BS松竹東急、2022年4月2日-）
- 家電侍スペシャル（BS松竹東急、2023年1月4日）
- 筋トレサラリーマン 中山筋太郎（読売テレビ、2023年9月28日）
- 闇バイト家族（テレビ東京、2024年1月5日-）
- 筋トレサラリーマン 中山筋太郎　第２弾（読売テレビ、2024年3月28日）
- 筋トレサラリーマン 中山筋太郎　第３弾（読売テレビ、2024年12月19日 - 26日）
- 社畜人ヤブー（BS松竹東急、2025年4月4日 - ）

### ビデオパッケージ（DVD、Blu-ray）
- ワーキングデッド ～働くゾンビたち～
- LOVE理論
- Hello! Project DVD MAGAZINE Vol.52
- Hello! Project DVD MAGAZINE Vol.53